# Tyson Sexsmith
Tyson Sexsmith (Priddis, 19 marzo 1989) è un ex hockeista su ghiaccio canadese, giocava nel ruolo di portiere.

## Carriera
Ha giocato in una delle principali leghe giovanili nordamericana, la Western Hockey League, dapprima coi Medicine Hat Tigers, poi con i Vancouver Giants. Con la maglia di questi ultimi giocò dal 2004 al 2009, vincendo una edizione del campionato (2005-2006) ed una Memorial Cup (2007).
Scelto dai San Jose Sharks al draft 2007, non è mai sceso in campo in NHL, disputando tre stagioni (dal 2009 al 2012, l'ultima delle quali da titolare) con il farm team dei Worcester Sharks in American Hockey League. Ha giocato poi parte della stagione 2009-2010 coi Kalamazoo Wings e parte di quella successiva con gli Stockton Thunder (entrambe in ECHL).
Nell'ottobre 2012 è passato a giocare in Kontinental Hockey League col Metallurg Novokuzneck, dov'è stato backup, raccogliendo comunque 4 presenze. La squadra non riuscì a qualificarsi per i play-off, e Sexsmith trovò, a partire da febbraio 2013, un accordo con il club italiano dell'HC Bolzano. Pochi giorni dopo il suo arrivo, senza essere sceso sul ghiaccio, Sexsmith fu chiamato in AHL dagli Abbotsford Heat, squadra affiliata ai Calgary Flames, con un contratto di prova. Rimase con la squadra AHL per una sola giornata, dopo la quale fu liberato perché potesse rispettare l'impegno preso con la compagine italiana.

## Palmarès

### Club
- Western Hockey League: 1

Vancouver: 2005-2006
- Memorial Cup: 1

Vancouver: 2007

### Individuale
- Miglior percentuale di parate WHL: 2

2006-2007, 2007-2008
- CHL Top Prospects Game: 1

2006-2007
- AHL All-Star Classic: 1

2012